# Pleuromamma gracilis
Pleuromamma gracilis är en kräftdjursart som först beskrevs av Claus 1863.  Pleuromamma gracilis ingår i släktet Pleuromamma och familjen Metridinidae. Inga underarter finns listade i Catalogue of Life.